# Meritre

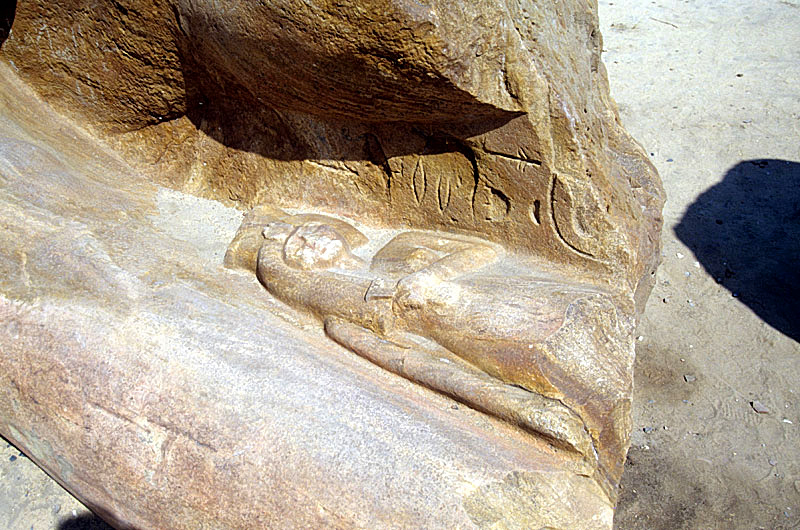
Die Figur der Königin

Meritre (Geliebte des Re) war eine königliche Gemahlin und Königstochter unter Ramses II. Sie ist bisher nur von einer Kolossalstatue ihres Vaters und Gemahls Ramses II. bekannt, die sich in Tanis fand. Dort ist sie als kleine Figur zwischen den Beinen des Königs dargestellt. Neben dem König ist auch die königliche Gemahlin und Königstochter Bintanat in Relief dargestellt. Anhand dieser Prinzessin und der Schreibung des Königsnamens kann vermutet werden, dass Meritre vom 34. bis zum 42. Regierungsjahr des Königs mit ihm verheiratet war.